# Kindstötung in der Literatur

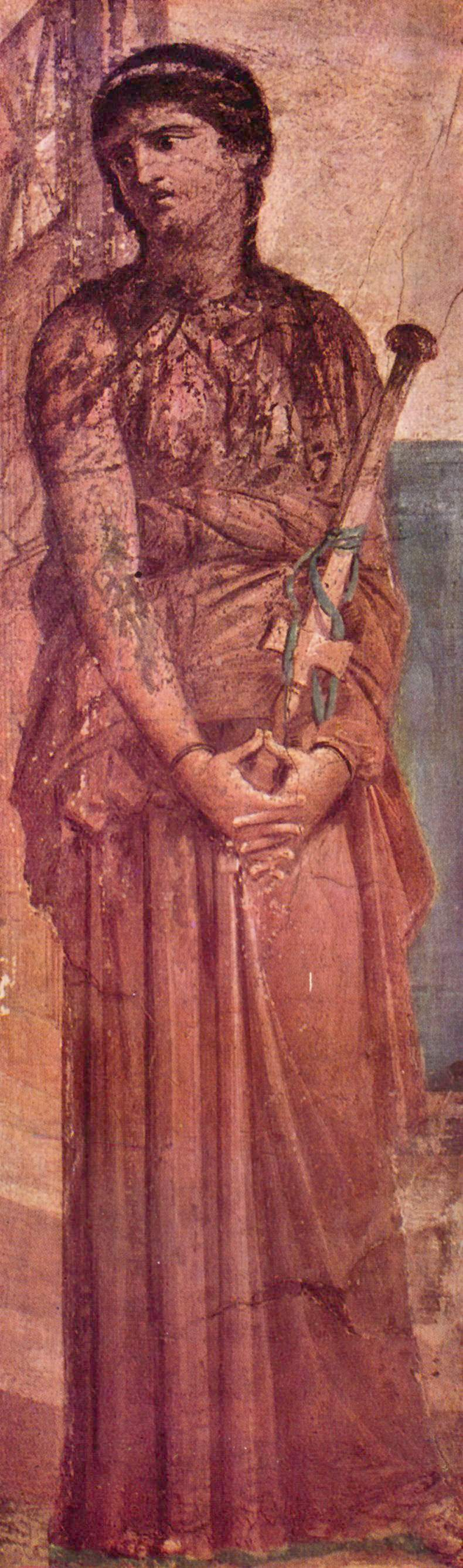
Medea auf einem römischen Wandbild des 1. Jahrhunderts aus Herculaneum im Archäologischen Nationalmuseum Neapel

Die Kindstötung oder der Infantizid ist ein häufiges Thema der Literatur.
Kindstötung als Tötung des (eigenen) Kindes kann wissentlich und aufgrund niedriger Beweggründe erfolgen (Kindermord) oder unwissentlich bzw. auch unverschuldet (z. B. durch Unfall, Notwehr, Kriegszustand). Ein Problem besonderer Art stellt der Neonatizid dar, also die Neugeborenen-Tötung infolge angeborener Behinderung.
In der Literaturgeschichte gibt es die folgenden Typen des Infantizids: Kindesopfer an eine Gottheit (Isaak, Idomeneus), erfolglose Kindstötung (Ödipus, Moses), Kindstötung nach Ehebruch des Vaters (Medea), Serienmord an Kindern (Herodes), Tötung des Sohnes im kriegerischen Zweikampf (Hildebrand), Kindsmord nach unehelicher Geburt (Gretchen), Abtreibung.
Die Soziobiologie unterscheidet Infantizide im Tierreich je nach Geschlecht des Täters und verfolgten Zwecken.
Die Entwicklung des Infantizid-Motives in der Literaturgeschichte zeigt einen Wandel auf, der von der Selbstverständlichkeit antiker Kindsverstoßung über die tragischen Vater-Sohn-Begegnungen zur Verketzerung der Kindsmörderin reicht. Der Wendepunkt für die christliche Entwicklung des Infantizid-Verständnisses wurde durch die Mission des Christentums in Fulda erreicht. In der Neuzeit ist zunächst das soziale Elend der Kindsmörderin hervorgehoben worden. Hierin liegt das Verdienst Goethes und seiner Zeitgenossen. Schließlich bleibt die Anklage gegen eine Gesundheitspolitik, durch die arme Leute grauenvollen Erlebnissen bei der Abtreibung ausgesetzt sind (Brecht und Degenhard).

## Altertum
Im antiken Griechenland war es das Recht eines jeden Vaters, ein Kind, das er nicht akzeptieren wollte, zu töten (z. B. auszusetzen oder einem Gott zu opfern).

### Mose

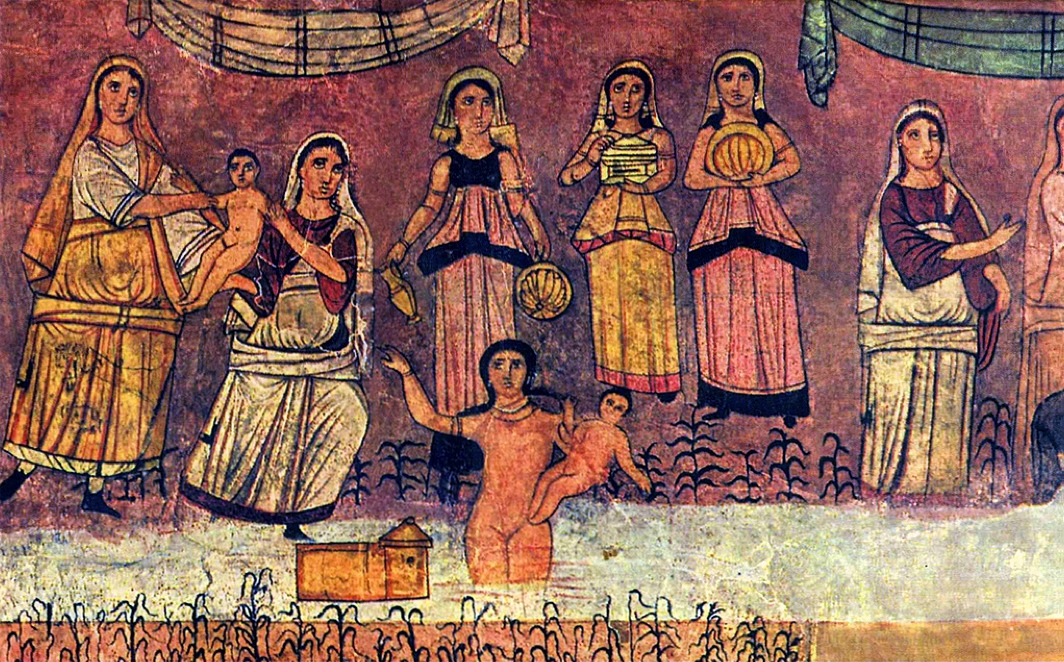
Wandmalerei aus der Synagoge von Dura Europos, Auffindung des Mose

Mose wird – allerdings nicht in der Absicht, ihn zu töten – in den Nil ausgesetzt und durch die Tochter des Pharaos gerettet. Sie bestellt eine hebräische Amme, Moses leibliche Mutter, und nimmt das Kind als ihr eigenes an.

### Abraham

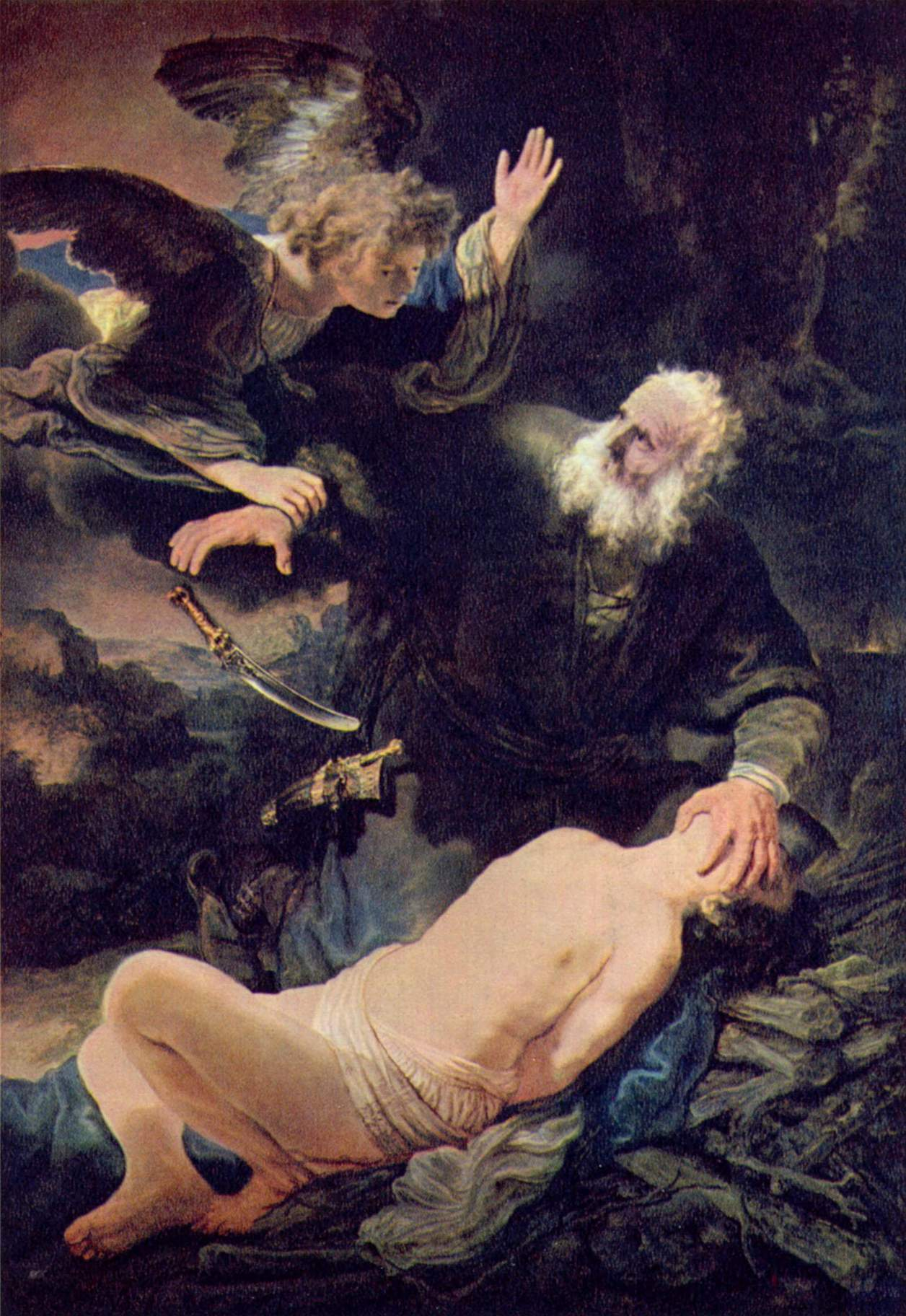
Rembrandt: Der Engel verhindert die Opferung Isaaks

Das Kind als Gottesopfer ist auch aus der Geschichte Abrahams bekannt (1. Mose 22 ). Abraham erhält von Gott den Auftrag, seinen einzigen Sohn Isaak als Menschenopfer darzubringen. In letzter Sekunde erscheint ein Widder, der als Ersatz-Opfer akzeptiert wird. Auf diese Weise zeigt sich die Entwicklung einer neuen Moral: Gott vermeidet die Kindstötung.

### Jephtha
Im Buch der Richter 11,29-37  wird erzählt, wie Jephtha vor einer Schlacht gegen die „Kinder Ammon“ gelobt, er werde denjenigen als Menschenopfer darbringen, der ihm bei Rückkehr ins eigene Heim zuallererst entgegenkommen werde. Die Tochter – einziges Kind des Herrschers – erweist sich als die zu Opfernde. Sie erbittet sich noch zwei Monate Zeit, um zusammen mit ihren Freundinnen ihre Jungfernschaft zu beklagen. Danach wird das grauenvolle Opfer vollzogen.
Der biblische Mythos wurde von Händel in seinem letzten Oratorium behandelt.

### Hesiod

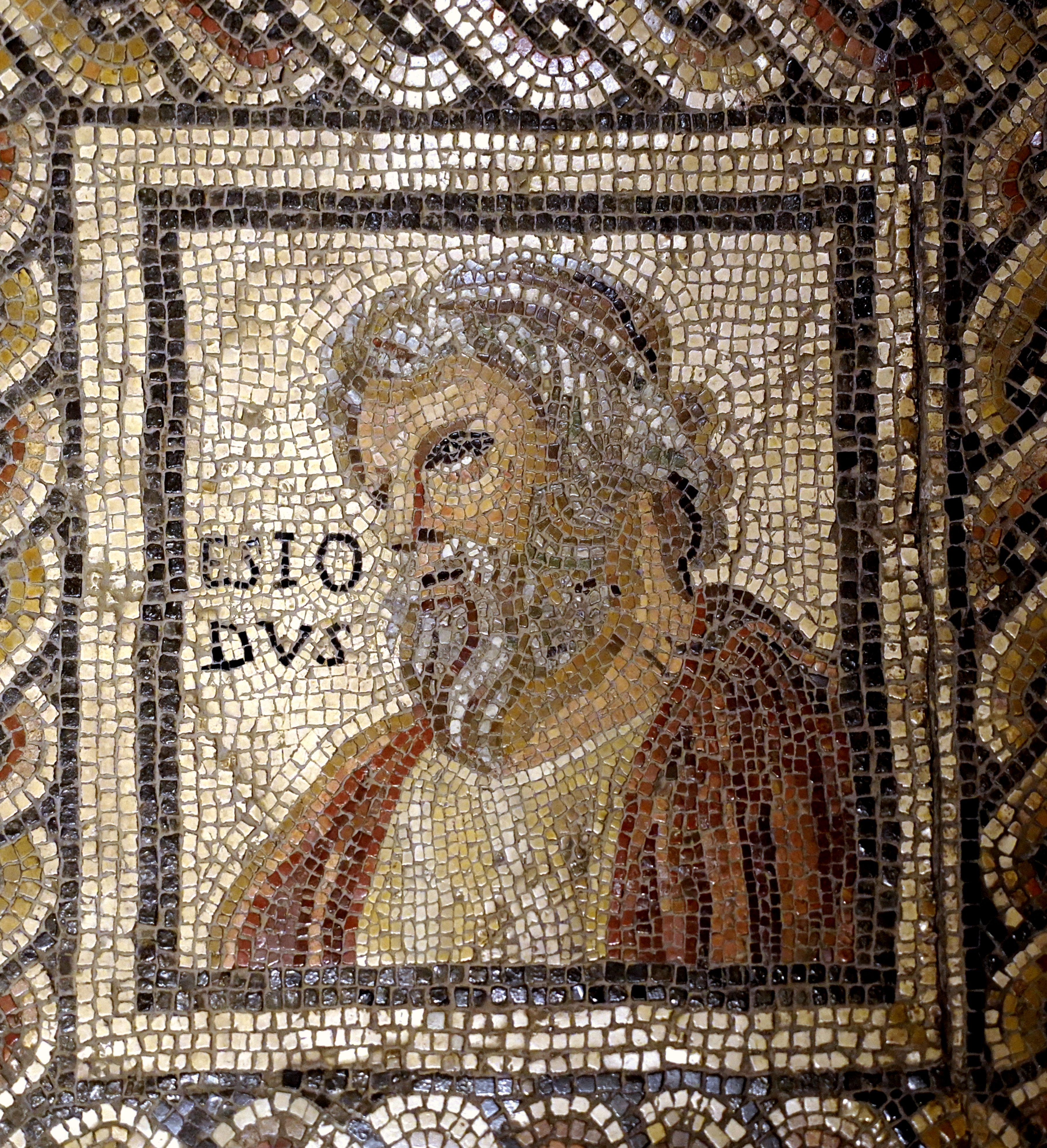
Hesiod. Detail des Monnus-Mosaiks,
3. oder 4. Jh., Rheinisches Landesmuseum Trier

In Hesiods "Theogonie" lässt der Titan Chronos seine Kinder töten, weil ihm vorhergesagt wurde, eines der Kinder werde ihn töten und die Herrschaft übernehmen. Zeus überlebt als einziges der Kinder und erfüllt die Prophezeiung.

### Lajos

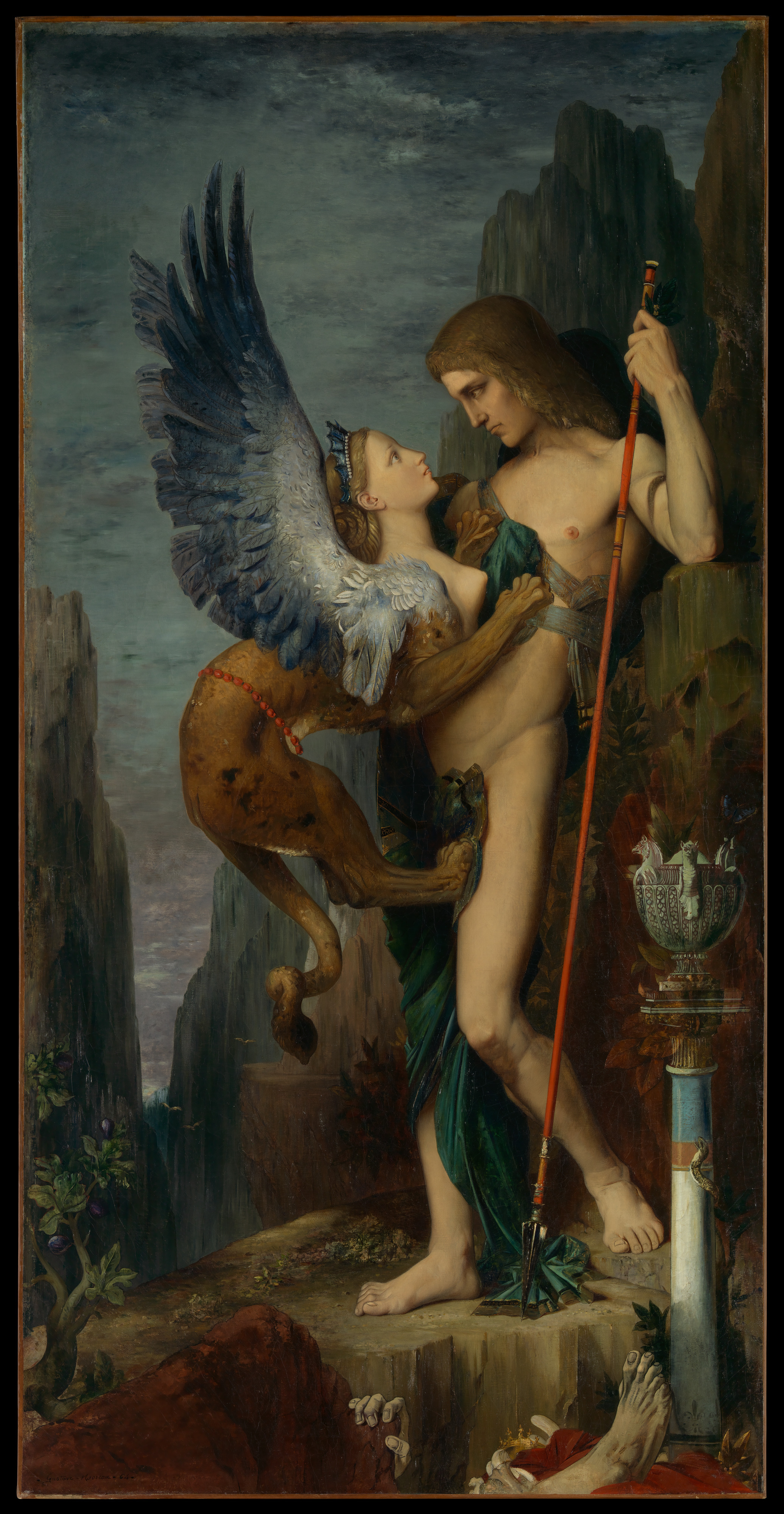
Gustave Moreaus Gemälde Ödipus und die Sphinx im Metropolitan Museum of Art, New York 1864

Laios, König von Theben hatte die Weissagung erhalten, dass ein Sohn, den er mit seiner Ehefrau Iokaste zeuge, ihn töten und seine (Laios) Gattin heiraten werde. Kurz nachdem Iokaste den Ödipus gebärt, lässt Laios diesem – einer späten Version dieser Sage nach – die Füße durchbohren (‚Ödipous‘ heißt griechisch „geschwollener Fuß“) und beauftragt einen Hirten, das Kind auszusetzen. Durch einen Zufall oder weil der Hirte Mitleid mit dem Knaben hat und ihn übergibt, gelangt Ödipus zum kinderlosen Königspaar in Sikyon oder Korinth, das ihn wie einen leiblichen Sohn aufzieht. Mittlerweile erwachsen begegnet er zwischen Delphi und der Daulis an einer Weggabelung seinem (ihm unbekannten) Vater, gerät mit diesem in Streit und tötet ihn. Später kommt er nach Theben, besiegt die Sphinx und erhält als Belohnung das Königtum sowie die verwitwete Iokaste als Ehefrau, ohne zu wissen, dass Iokaste seine leibliche Mutter ist.

### Medea
Iason raubt das goldene Vlies aus Kolchis, wobei ihm die Tochter des Königs Aietes von Kolchis Medea hilft. Iason und Medea werden ein Paar und bekommen zwei Kinder. Als aber Iason sich trennen will, um die Tochter des korinthischen Königs zu ehelichen, beschenkt Medea ihre Rivalin mit einem vergifteten Kleid und bringt beide Kinder um. Daraufhin flieht sie in dem Sonnenwagen ihres Großvaters Helios (Sonnengott). Iason stirbt im Alter unter den Trümmern seines Schiffes.

### Idomeneus
Nach antiker Sage ist Idomeneus, König von Kreta, auf der Rückkehr von Troja in einen Sturm geraten, der alle seine Begleitschiffe dahingerafft hat. Er schwört dem Meeresgott Poseidon, er werde den ersten seiner Untertanen, der ihm zu Hause begegnen würde, als Dank für seine Rettung zum Opfer bringen. In Kreta gelandet, begegnet er zuerst seinem Sohn. Jedoch wird das Menschenopfer schließlich vermieden, indem sich mehrere Mitglieder der Familie anbieten, anstelle des Königssohnes als Menschenopfer zu dienen. Poseidon lässt daraufhin alle Beteiligten überleben.

### Herodes
Nach Auskunft des Matthäus-Evangeliums (Mt. 2, 16 ff) ließ Herodes alle Kinder im Alter unter zwei Jahren töten, weil ihm geweissagt worden war, es sei ein Kindlein geboren, das die Herrschaft übernehmen werde. Es zeigt sich die moralische Bewertung des Christentums: Ermordung von Kindern gilt als schwerstes Unrecht. Diese neue Moral ist gegenüber antiken Auffassungen Anstoß-erregend und hat sich erst im christlichen Mittelalter auf dem Europäischen Kontinent allmählich durchgesetzt.

## Mittelalter

### Hildebrand

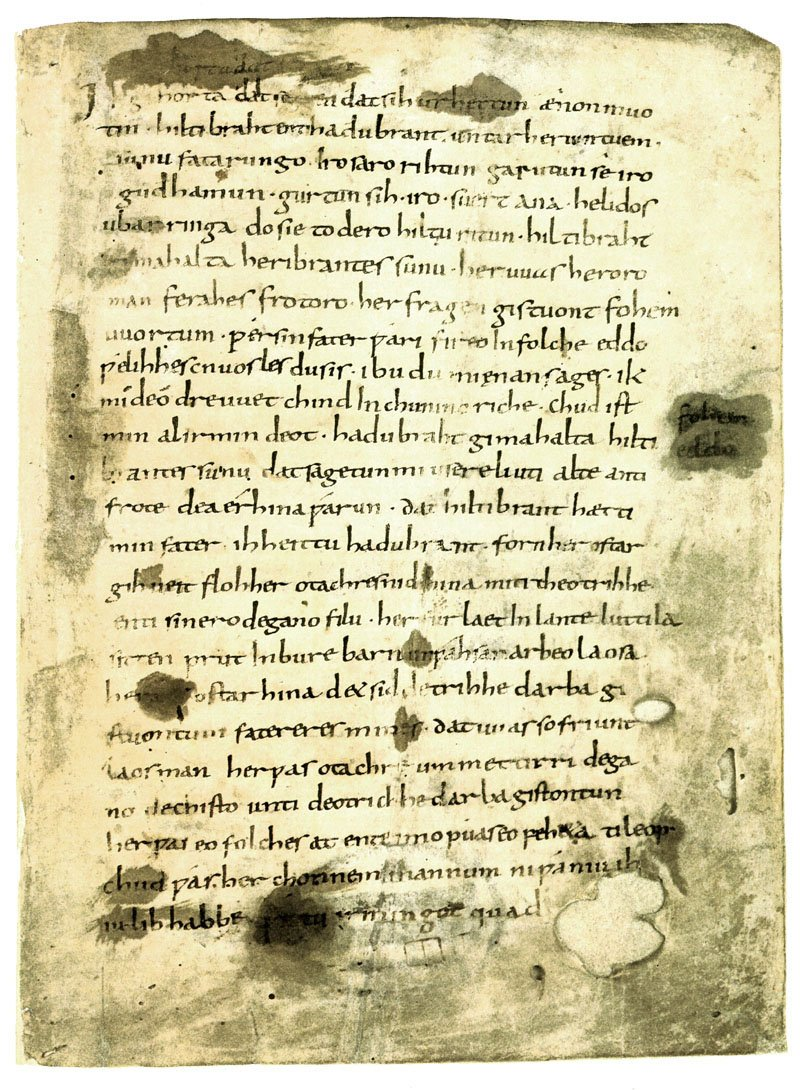
Erstes Blatt des Hildebrandsliedes

#### Vorgeschichte
Karl der Große war in jüngeren Jahren aus christlicher Sicht ein Mörder und Ehebrecher. Er hatte vermutlich mit seiner Schwester Inzest verübt. Wahrscheinlich wurde das Kind aus dieser Beziehung einem Vasallen untergeschoben. Er hatte mehrere Frauen abgeschoben, um andere Ehebeziehungen einzugehen. Er hat sehr wahrscheinlich die Kinder seines Bruders Karlmann ermorden lassen. Auch Rolands Tod dürfte durch Karls Flucht vor den Basken verursacht sein. Schließlich hat er Völkermord an Tausenden von Sachsen zu verantworten.
Andererseits hatte das Kloster Fulda Karl die sogenannten Privilegien zu verdanken. Man hielt das Kloster für berechtigt, vom Volk 10 % des Einkommens einzuziehen, weil Karl dieses Recht an das Kloster abgetreten haben soll (gefälschte Privilegien-Schenkung).
In dieser Situation musste eine Verbrämung des Unrechts erfolgen. Der Kriegsentbrannte (hilti = Kampf, brant = entbrannt) wurde als unschuldig schuldiger Kriegsheld aufgewertet. Ob diese Verbrämung nun schon zu Lebzeiten des Herrschers erfolgte oder erst zur Regierungszeit Ludwigs des Frommen, ist unklar. Allerdings hängt die Pflege der Landessprache eng mit dem Lebenswerk des Rhabanus Maurus zusammen, der von 820 bis 840 (?) Abt im Fuldaer Kloster war. In diese Zeit wird auch die einzige erhaltene Handschrift des Hildebrandsliedes datiert.

#### Handlung
Hiltibraht, ein Vasall Dietrichs von Bern, ist aus seinem Königreich Verona („Bern“) vertrieben worden und hat sich den Truppen des Hunnenkönigs Attila angeschlossen. Er kommt als Heerführer der Hunnen vor die Tore Veronas, wo jetzt Hadubrand – Sohn des verschollenen Hiltibraht – regiert. Um die zahllosen Tötungen der Krieger zu vermeiden, soll ein Zweikampf der Anführer entscheiden. Hiltibraht erkennt den eigenen Sohn und erklärt ihm, dass er im Begriff sei, den eigenen Vater zu bekämpfen. Hatubrant (= für das Schwert entbrannt) antwortet, er durchschaue die Täuschungsabsicht des fremden Kriegers. Sein Vater sei seit Jahren tot, er verlange den Zweikampf. Unschuldig schuldig besiegt der Vater den Sohn und tötet damit den eigenen Nachkommen.

#### Interpretation
Nachdem sich gezeigt hat, dass für die einzige erhaltene Handschrift von zwei Schreibern des Klosters zu Fulda eine Vorlage benutzt wurde, ist über das Original des Hildebrandsliedes viel gerätselt worden. Sicher ist, dass die einzige Handschrift, aus der wir dieses wunderbare althochdeutsche Lied kennen, auf zwei Buchdeckeln einer lateinischen Schrift des Klosters zu Fulda notiert wurde. Die Schreiber haben wichtige Textteile übergangen und den Ausgang des Kampfes zwischen Vater und Sohn – aus Platzgründen – nicht mehr (oder an unbekanntem Ort) aufgeschrieben.
Als entscheidender Unterschied gegenüber der griechischen Antike lässt sich konstatieren, dass jetzt der Vater obsiegt – nicht wie bei Sophokles der Sohn Ödipus. Das Karolingische Epos verherrlicht den tragischen Kindstöter, um Karl, dem mörderischen Herrscher der Christen, ein Denkmal zu setzen. Die außerhalb des Christentums unproblematische Kindstötung wird – bahnbrechend für das christliche Mittelalter – als großes Unheil ("wewurt skihit" = schmerzliches Unheil ereignet sich) dargestellt.
In der Zeit der Christianisierung des Fränkischen Reiches wird der große Karl mit einem Mythos geschmückt, der seine zahllosen Verbrechen glorifiziert.

### Rolandslied

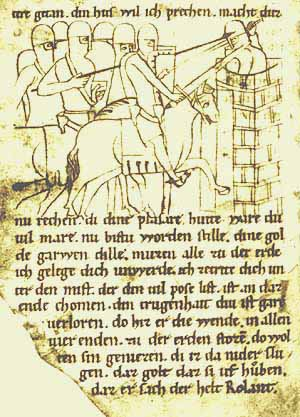
Roland stürmt den Tempel Mahomets. Abbildung aus der Heidelberger Liederhandschrift (Cod. Pal. germ. 112, P, fol. 57v), Ende 12. Jh.

Roland ist der Neffe (oder uneheliche Sohn) Karls des Großen. Nach der Sage führt Roland die Nachhut, als Karl auf dem Rückweg von Saragossa nach Franken ist. Angeblich haben Intrigen bewirkt, dass Roland in einen Hinterhalt gerät und mitsamt allen seinen Mannen vernichtet wird. Er soll darauf verzichtet haben, Karl zur Hilfe zu rufen, um nicht das ganze Heer in den Hinterhalt zu locken. Schließlich soll Karl den Überfall auf Roland siegreich gerächt haben. Aufgrund historischer Funde war Karl keineswegs siegreich. Er dürfte mit knapper Not über die Pyrenäen entkommen sein.
Das französische Rolandslied behandelt in den ersten zwei (von fünf) Teilen Rolands tragisches Ende.
Der Regensburger Pfaffe Konrad hat um 1150 das französische Rolandslied ins Mittelhochdeutsche übertragen. Auch hier kommt es zu einer Verbrämung des Sohnesopfers Karls des Großen. Die karolingische Selbstverständlichkeit des Sohnes-Opfers wird als Heldentod des treuen Vasallen ausgeschmückt. Indirekt wird dokumentiert, dass die heidnische Selbstverständlichkeit des Infantizids überformt ist.

### Das jüngere Hildebrandslied
Das Jüngere Hildebrandslied liegt in mehreren Fassungen aus dem 15. bis 17. Jahrhundert vor und unterscheidet sich wesentlich vom älteren Hildebrandslied. Es ist in frühneuhochdeutscher Sprache verfasst, nicht wie das ältere Hildebrandslied in Althochdeutsch. Während das ältere Hildebrandslied in binnenreimenden germanischen Langversen verfasst wurde, ist das neuere Hildebrandslied eine Dichtung in der Form von Endreimversen, die der Strophenform des sogenannten Hildebrandstones folgen. Entscheidend ist der Ausgang des Konfliktes. Zwar obsiegt auch im neueren Hildebrandslied der Vater Hildebrand über den Sohn Hadubrand, aber es kommt nicht zur Tötung des Sohnes, sondern beide Kontrahenten versöhnen sich miteinander, und der Vater wird vom Sohn mit an die Tafel der Ehefrau Ute genommen. Das Lied schließt also mit dem versöhnlichen Ausgang eines Wiedersehens der alten Eheleute.

## Kindstötung in der Literatur der Neuzeit
Nachdem sich durch tragische Heldengeschichten die christliche Moral von der Sündhaftigkeit des Tötens eigener Kinder durchgesetzt hatte, wurde besonders der Infantizid durch Frauenhand thematisiert: Hexen, die sich mit Abtreibung ihr Geld verdienten, wurden durch Inquisition verfolgt; und junge Mütter, die durch Mord die Schande ihrer unehelichen Empfängnis verdecken wollten, wurden unmittelbar der weltlichen Gerichtsbarkeit zugewiesen.
Besonders die Strafgesetzgebung Karls des Fünften von Habsburg wird als Quelle einer geradezu rabiaten Rechtsauffassung zitiert. Im Jahre 1516 erließ Karl durch die Bambergische Peinliche Halsgerichtsordnung verschärfte Strafen für Mütter, die ihre Kinder getötet hatten. Sie sollten nicht "einfach" hingerichtet werden, sondern sie sollten lebendig begraben, gevierteilt mit glühenden Zangen oder gepfählt werden. Später kam die öffentliche Entwürdigung als Zeremonie vor der Hinrichtung hinzu.

### Die Kindsmörderin in der Zeit des Sturm und Drang
Susanna Margaretha Brandt wurde 1771 in Frankfurt wegen der Tötung ihres neugeborenen Kindes vor Gericht gestellt und zum Tode verurteilt. Goethe wohnte diesem traurigen Schauspiel bei und ließ sich Dokumente zusammenstellen, die er für die Darstellung seiner Gretchen-Tragödie im "Urfaust" verwendete. Johann Wolfgang von Goethe und Heinrich Leopold Wagner, Straßburger Jugendfreunde der Jahre 1771/2, waren einhellig der Überzeugung, dass Kindsmörderinnen häufig in schweren inneren und äußeren Konflikten unschuldig schuldig seien. Daher haben sich Wagner und der junge Goethe literarisch mit diesem Thema auseinandergesetzt.

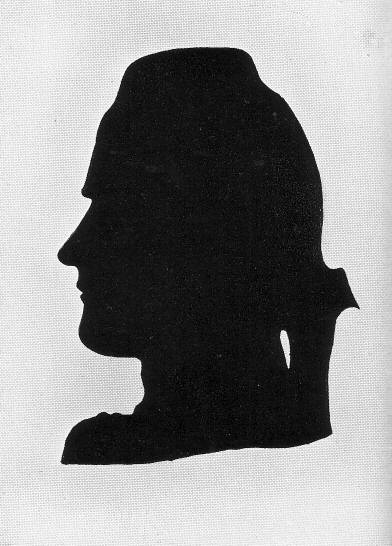
Heinrich Leopold Wagner

#### Goethe

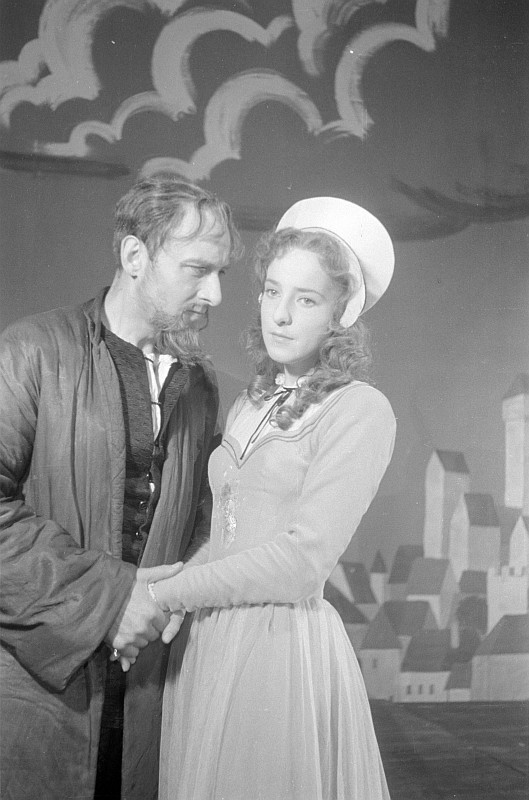
Szene aus dem Urfaust mit Joana Maria Gorvin als Gretchen und Konrad Wagner als Faust, Berlin 1945

Goethes Urfaust (1774) enthält als entscheidendes Novum gegenüber den älteren Faust-Dichtungen die Gretchentragödie. Begünstigt durch den Teufel in der Gestalt des Mephistopheles, wird die junge Tochter einer unvermögenden Witwe verführt. Mutter und Bruder kommen durch Teufelswerk zu Tode, und Gretchen ermordet das von Faust empfangene Kind kurz nach der Geburt. Nach Verurteilung zum Tode weist Gretchen die von Faust angebotene Flucht aus dem Kerker zurück und sagt sich von dem Geliebten los.
Die Tragik der Kindsmörderin geht als richtungweisendes Novum in die Literaturgeschichte ein. Nach Entwicklung des Begriffes eines Kapitalverbrechens (ca. 800 bis in die 1770er Jahre) beginnt sich die Ansicht vom tragischen Schicksal der Kindsmörderin durchzusetzen. Was im Rahmen der fränkischen Renaissance mit der Tragödie der Sohnes-Tötung in Jahrhunderte lang währende Vorwürfe kapitaler Versündigung geführt hatte, wird jetzt in der Gretchentragödie relativiert.

#### Wagner
Heinrich Leopold Wagner war ein Studienfreund Goethes in Straßburg. Er veröffentlichte 1776 seine Tragödie "Die Kindermörderin". Die junge Tochter Evchen begleitet Mutter und Herrn von Gröningseck ins Theater und anschließend in ein zweifelhaftes Etablissement. Von Gröningseck verabreicht der Mutter ein Narkotikum und vergewaltigt Evchen. Während einer längeren Dienstreise des Adligen erhält Evchen einen Brief, in dem ein Freund des von Gröningseck vorgibt, der von Gröningseck zu sein. Er versichert ihr, dass er sie nicht liebe und auch nicht gedenke, sie zu heiraten. Evchen bringt das empfangene Kind um und wird zum Tode verurteilt. Von Gröningseck gesteht schließlich Evchen seine Liebe und verwendet sich vor Gericht für Evchens Begnadigung.

#### Schiller
In seinem Gedicht Die Kindsmörderin aus dem Jahr 1782 schildert Schiller das tragische Ende einer jungen Frau, die ihr unehelich empfangenes Kind tötet, weil es sie an den leiblichen Vater erinnert. Die Verzweiflung der jungen Mutter wird aus nahezu psychiatrischer Perspektive dargestellt.

### Mozart
„Idomeneo“ (1781) ist für den 25-jährigen Wolfgang Amadeus Mozart ein Fall zwischen Vater Leopold und Sohn Wolfgang. Vater Idomeneus macht sich schuldig, indem er Gott fürs eigene Überleben ein Menschenopfer verspricht. Tatsächlich hatte Vater Leopold seine beiden Wunderkinder ohne Rücksicht auf Wolfgangs zarte Gesundheit durch ganz Europa gehetzt. Schließlich hatte sich Wolfgang eine Endocarditis zugezogen, an der er im Alter von 32 Jahren starb.

### Der alte Hildebrand
Die Sammlung deutscher Volkslieder Achim von Arnims und Clemens von Brentanos (Des Knaben Wunderhorn) enthält ein Lied mit dem Titel "Der alte Hildebrand". Es folgt der Version des Jüngeren Hildebrandsliedes und hält an der Entwicklung des Stoffes fest, nach der die Kindstötung vermieden wird: der Vater obsiegt, aber es kommt zur Versöhnung und schließlich zur Wiederbegegnung zwischen Ehefrau Ute und dem alten Hildebrand.

### Hebbels „Magdalena“

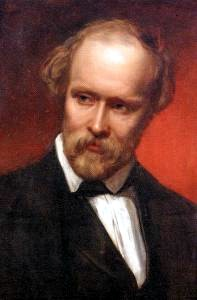
Friedrich Hebbel, Porträt von Carl Rahl (1851)

Friedrich Hebbels Drama Maria Magdalena stellt die Kindsmörderin auf eine abgewandelte – und in der Gegenwart höchst aktuelle – Weise dar. Die Tochter eines äußerst ehrbewussten Bürgers ertränkt sich und ihr ungeborenes Kind in einem Brunnen, weil der leibliche Vater sich von ihr aus niederen Motiven losgesagt hat und der Vater gedroht hat, sich umzubringen, wenn die Familie in unehrbare Nachrede geraten sollte.

### Charles Gounod
In der Faust-Oper des Französischen Romantikers Charles Gounod steht Margarete ganz im Vordergrund. Die Sopranarie der Margarethe, die man heute die Diamanten-Arie nennt, zeigt das Hauptmotiv der Geliebten Fausts: den Schmuck, der den sozialen Aufstieg des jungen Mädchens symbolisiert. Die Kindsmörderin wird zur Karrieristin im Kampf um eine sozial hochstehende Position.

### Hauptmanns „Rose Bernd“

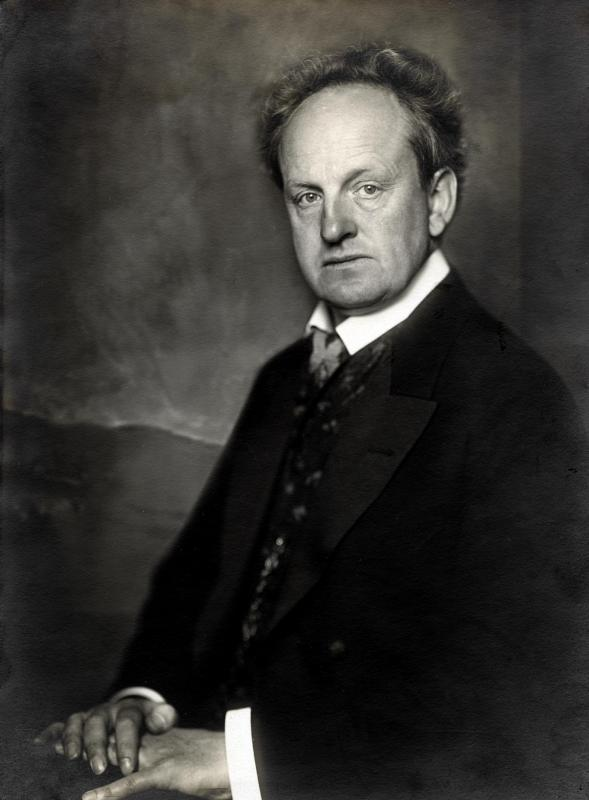
Gerhart Hauptmann, Fotografie von Nicola Perscheid (1914)

In seiner Tragödie Rose Bernd stellt Gerhart Hauptmann die Kindsmörderin als Opfer der sozialen Verhältnisse dar. Rose Bernd ist verlobt mit August. Jedoch wird sie durch Christian Flamm geschwängert. Nach zahllosen Beschimpfungen und Schlägereien ermordet Rose in einer Art geistiger Verwirrung ihr neugeborenes Kind. Als Begründung gibt sie an, sie habe verhindern wollen, dass es ihrem eigenen Kind einmal genauso ergehen werde wie ihr selbst.

### Bertolt Brecht

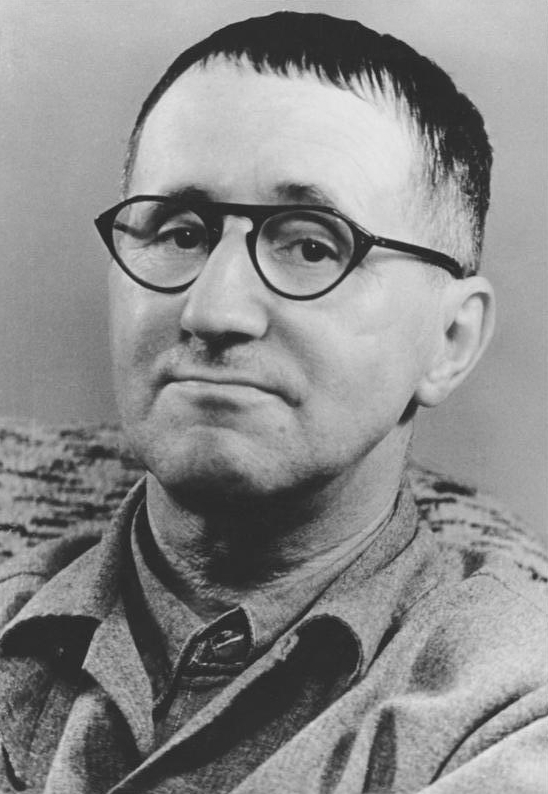
Bertolt Brecht (1954)

Die Perspektive der Kindsmörderin wird im 20. Jahrhundert auf die Zeit der Schwangerschaft verlagert.
"Marie Farrar, geboren im April

Unmündig, merkmallos, rachitisch, Waise

Bislang angeblich unbescholten, will

Ein Kind ermordet haben in der Weise:

Sie sagt, sie habe schon im zweiten Monat

Bei einer Frau in einem Kellerhaus

Versucht, es abzutreiben mit zwei Spritzen

Angeblich schmerzhaft, doch ging's nicht heraus.

Doch ihr, ich bitte euch, wollt nich in Zorn verfallen

Denn alle Kreatur braucht Hilf von allen.

Sie habe dennoch, sagt sie, gleich bezahlt

was ausgemacht war, sich fortan geschnürt

Auch Sprit getrunken, Pfeffer drin vermahlt

Doch habe sie das nur stark abgeführt.

Ihr Leib sei zusehends geschwollen, habe

Auch stark geschmerzt, beim Tellerwaschen oft.

Sie selbst sei, sagt sie, damals noch gewachsen.

Sie habe zu Marie gebetet, viel erhofft.

Auch ihr, ich bitte euch, wollt nich in Zorn verfallen

Denn alle Kreatur braucht Hilf von allen....

Marie Farrar, geboren im April

gestorben im Gefängnishaus zu Meißen

Ledige Kindesmutter, abgeurteilt, will

Euch die Gebrechen aller Kreatur erweisen.

Ihr, die ihr gut gebärt in saubren Wochenbetten

und nennt "gesegnet" euren schwangren Schoß

wollt nicht verdammen die verworfnen Schwachen

Denn ihre Sünd war groß, doch ihr Leid war groß.

Darum ihr, ich bitte euch, wollt nich in Zorn verfallen

Denn alle Kreatur braucht Hilf von allen."

### Degenhardt

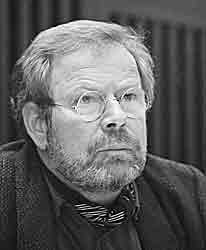
Franz Josef Degenhardt (1987)

Franz Josef Degenhardt hat in seinem Lied von der Geschichte der O die Thematik der Kindsmörderin ganz aus der kriminellen Thematik herausgenommen und in den Rahmen gesundheitspolitischer Anklage gestellt.
Moritat Nr. 218 (Von der O und der P) Songtext
„Das ist die Geschichte der O

und ist die Geschichte der P,

die beide aus Hamburg sind.

Im Bauch hatten beide ein Kind.

Auf der linken Seite vom Fluß,

in Harburg, da wohnte die O,

auf der rechten Seite die P,

und das ist an der Elbchaussee.“

### John MacKay
Das Mädchen auf den Klippen

### Schimmelpfennig
In seiner Oper des Jahres 2008 wird der Stoff des Idomeneo durch Roland Schimmelpfennig thematisiert: Vater verspricht, einen Menschen zu opfern, wenn der Gott des Meeres ihm das Leben rettet.